# Super League Kerala
La Super League Kerala (KSL) è una lega di calcio professionistica maschile in franchising nello stato del Kerala, in India, organizzata dalla Kerala Football Association e dalla Unifed Football Sports Development Pvt. Ltd.

## Formula del torneo
Al campionato partecipano 6 squadre indiane dello stato del Kerala. La prima fase è la stagione regolare, in cui ogni squadra disputa 10 partite, 5 in casa e 5 fuori in un girone all'italiana. Le prime sei squadre si qualificano direttamente ai play-off.

## Partecipanti

### Attuali
| Club                       | Città              | Stadio                                     | Capacità | Fondazione | Esordio | Note |
| -------------------------- | ------------------ | ------------------------------------------ | -------- | ---------- | ------- | ---- |
| Calicut                    | Kozhikode          | Kozhikode Corporation EMS Stadium          | 50000    | 2024       | 2024    |      |
| Forca Kochi                | Kochi              | Jawaharlal Nehru Stadium                   | 25000    | 2024       | 2024    |      |
| Kannur Warriors            | Kannur             | Jawahar Municipal Stadium                  | 25000    | 2024       | 2024    |      |
| Malappuram                 | Malappuram         | Malappuram District Sports Complex Stadium | 30000    | 2024       | 2024    |      |
| Thiruvananthapuram Kombans | Thiruvananthapuram | Chandrasekharan Nair Stadium               | 25000    | 2024       | 2024    |      |
| Thrissur Magic             | Thrissur           | Thrissur Municipal Corporation Stadium     | 15000    | 2024       | 2024    |      |

## Albo d'oro

### Titoli per stagione
| Stagione      | Campione | Risultato | Finalista   | Sede della finale                 |
| ------------- | -------- | --------- | ----------- | --------------------------------- |
| 2024 Dettagli | Calicut  | 2-1       | Forca Kochi | Jawaharlal Nehru Stadium, (Kochi) |
| 2025 Dettagli |          |           |             |                                   |

### Titoli per squadra
| Squadra | Titoli | Anni |
| ------- | ------ | ---- |
| Calicut | 1      | 2024 |

## Andamento partecipanti (2024)
| 1° | Vincitore     | Vincitore     | Vincitore     | Vincitore     | Vincitore     | Vincitore     |
| 2° | Finalista     | Finalista     | Finalista     | Finalista     | Finalista     | Finalista     |
| SF | Semifinalista | Semifinalista | Semifinalista | Semifinalista | Semifinalista | Semifinalista |

| Squadra                    | 24      | Partecipazioni totali |    |   |
| -------------------------- | ------- | --------------------- | -- | - |
| Squadra                    | Calicut | Partecipazioni totali | 1° | 1 |
| Forca Kochi                | 2°      | 1                     |    |   |
| Kannur Warriors            | SF      | 1                     |    |   |
| Malappuram                 | 5°      | 1                     |    |   |
| Thiruvananthapuram Kombans | SF      | 1                     |    |   |
| Thrissur Magic             | 6°      | 1                     |    |   |